# Santuario della fauna selvatica di Jabal Ali
Il Santuario della fauna selvatica di Jabal Ali, (in inglese Jabal Ali Wildlife Sanctuary, in arabo  محمية دبي الصحراوية‎?), è un'area naturale protetta degli Emirati Arabi, istituita nel 1998, che si trova nell'area sud-occidentale dell'Emirato di Dubai.

## Storia dell'area
L'area venne dichiarata protetta in base alla legge dell'Emirato di Dubai n. 2 del 1998 sulla protezione dei santuari della fauna selvatica di Ras Al Khor e Jabal Ali, e posta sotto il controllo della Municipalità di Dubai.
Nel 2015 il Santuario della fauna selvatica di Jabal Ali è stato designato nel come sito ecologicamente e biologicamente significativo ai sensi della Convenzione sulla diversità biologica del 1992.
Nel 2018 una parte del sito, denominata Jabal Ali Wetland Sanctuary, della superficie di 2.002 ettari, è stata designata ed accettata come zona umida ai sensi della Convenzione di Ramsar.

## Territorio
Il Santuario della fauna selvatica di Jabal Ali si trova nella zona sud-occidentale di Dubai, lungo la costa del golfo Persico, e occupa un'area sia marina che costiera di 75,2 km² fra l'isola di Palm Jabal Ali e in confine con l'emirato di Abu Dhabi.
Dal punto di vista amministrativo la riserva ricade parzialmente nel territorio di competenza delle comunità di: Hessyan, Nakhlat Jabal Ali e Mena Jabal Ali.
Le spiagge del Jabal Ali Wildlife Sanctuary sono delimitate verso terra da basse dune di sabbia, sul mare dalle scintillanti acque blu del Golfo Persico e, nel passaggio tra terra e mare, da un'ampia foresta di mangrovie. Il Santuario non è solo un habitat importante per molte forme di fauna selvatica, ma contribuisce anche in modo sostanziale alla stabilità della costa e contiene vaste praterie di alghe, che sono importanti vivai di pesci e zone di alimentazione per la tartaruga verde e i dugonghi. Le sue acque poco profonde sostengono una delle barriere coralline più diverse del Golfo Persico meridionale.
L'area ricade all'interno di due ecoregioni: quella marina del Golfo persico e quella terrestre  del Deserto e semideserto del golfo di Oman. L'ecoregione marina del Golfo Persico fa parte della lista Global 200 del WWF delle 43 ecoregioni marine prioritarie per la conservazione chiamata Mare Arabico (ecoregione n. 232).
Gli habitat principali dell'area sono: coste sabbiose, sabkha, distese fangose intertidali, lagune con mangrovie, barriera corallina e letti di alghe.
La temperatura minima oscilla fra i 12-15 °C di gennaio e dicembre e i 26-29 °C di giugno-agosto. Le temperature massime negli stessi periodi sono di circa 25-26 °C e 39-40 °C rispettivamente.  I mesi più piovosi sono febbraio e marzo, mentre quelli più asciutti sono fra giugno e ottobre, con rispettivamente una media di 22-30 mm e 0-1 mm per mese.
La temperatura dell'acqua superficiale varia da un minimo di 16°C durante i mesi invernali a un massimo di 37°C in estate.

## Biodiversità
Gli habitat molto diversificati delle zone umide di Jabal Ali offrono riparo a oltre 500 specie di fauna e flora marina fra cui molte specie minacciate a livello globale.
Sono state individuate: 127 specie di uccelli, 11 specie di mammiferi, 27 specie di rettili, 218 specie di invertebrati,  157 specie di pesci e 79 specie di piante.

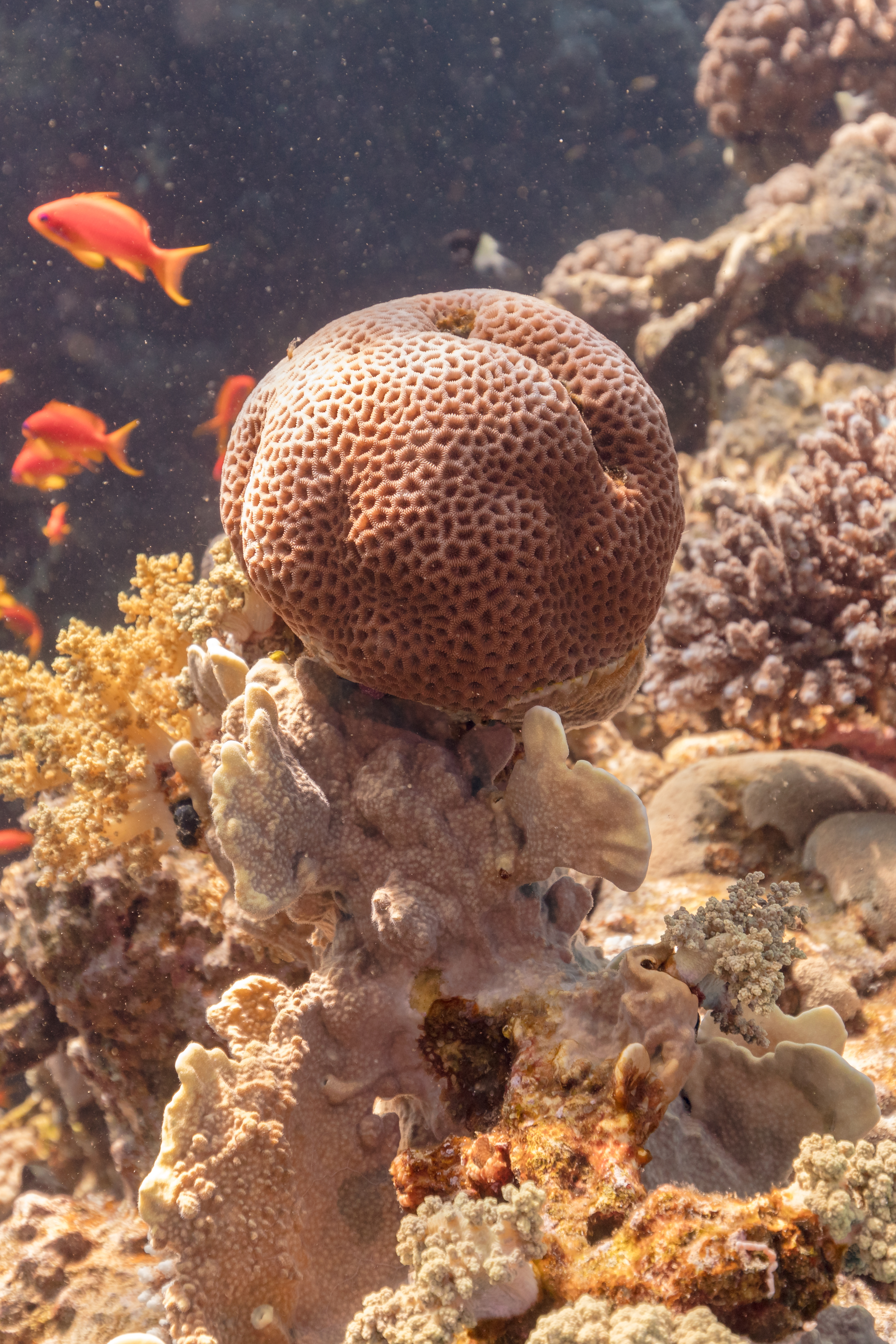
Siderastrea savignyana

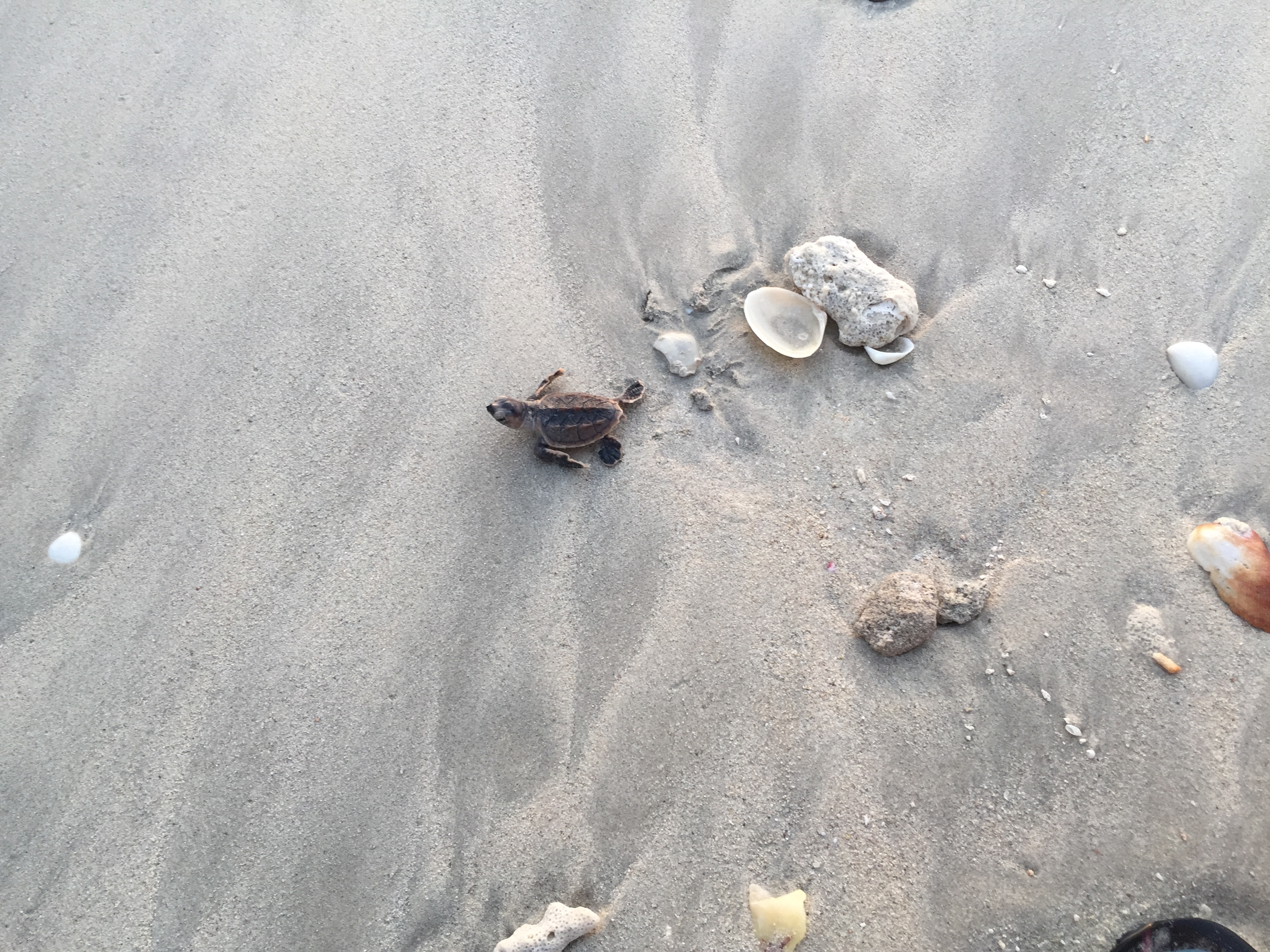
Giovane tartaruga verso il mare sulla spiaggia di Jabal Ali

Nell'area sono registrate un totale di 34 specie di coralli appartenenti a 9 famiglie, 14 specie sono minacciate o prossime alla minaccia secondo la Lista Rossa IUCN. I coralli nell'area sono classificati come patch corals, cioè strutture coralline relativamente piccole e piatte in acque poco profonde. Questi coralli non contribuiscono allo sviluppo di una solida struttura (cioè corallo che cresce su corallo), ma invece crescono direttamente sopra substrati rocciosi duri (caprock) e grandi rocce utilizzate per formare frangiflutti.
Cinque tipi di comunità di coralli sono stati identificate in base alla specie dominante:
- una comunità sparsa di Porites lutea in aree sabbiose:
- una comunità di Acropora clathrata in aree con poca sabbia;
- una comunità di Faviidae in aree fangose;
- una comunità di Siderastrea savignyana in zone sabbiose;
- una comunità di Porites compressa.

Fra le specie di coralli minacciate si trovano:
- la specie endemica Acropora arabensis;[11]
- la specie vulnerabile Acropora pharaonis;[12]
- la madrepora vulnerabile Anomastraea irregularis, unica specie del genere Anomastraea;[13]

Fra i mammiferi marini sono segnalate le specie vulnerabili del dugongo (Dugong dugon) e della susa indopacifica  (Sousa chinensis).
Notevole è la popolazione di uccelli presenti nelle zone umide. Fra questi le specie considerate più a rischio sono:
- chiurlo maggiore "quasi minacciato" (Numenius arquata);
- cormorano di Socotra "vulnerabile" (Phalacrocorax nigrogularis);
- ubara asiatica (Chlamydotis macqueenii);
- corrione biondo (Cursorius cursor);
- grandule panciacastana (Pterocles exustus erlangeri).

L'area sostiene inoltre la sopravvivenza di due specie minacciate di rettili marini, la tartaruga verde (Chelonas mydas) e la tartaruga embricata (Eretmochelys imbricata), entrambe le specie utilizzano l'area come terreno di alimentazione. Le spiagge sabbiose di Jabal Ali sono anche uno dei principali siti di riproduzione per la tartaruga embricata, in grave pericolo di estinzione negli Emirati Arabi Uniti e l'unico sito di questo tipo nell'Emirato di Dubai